# Балан (Ен)
Балан (фр. Balan (Ain)) је насељено место у Француској у региону Рона-Алпи, у департману Ен (Рона-Алпи).
По подацима из 2011. године у општини је живело 2498 становника, а густина насељености је износила 138,47 становника/km².

## Демографија
| 1962. | 1968. | 1975. | 1982. | 1990. | 2011. |
| ----- | ----- | ----- | ----- | ----- | ----- |
| 832   | 732   | 1.051 | 1.197 | 1.668 | 2.498 |